# Masako Ishida
Masako Ishida (石田 正子?, Ishida Masako; Bihoro, 5 novembre 1980) è una fondista giapponese.

## Biografia
In Coppa del Mondo ha esordito il 7 marzo 2001 a Oslo (54ª) e ha ottenuto il primo podio il 14 marzo 2009 a Trondheim (3ª).
In carriera ha preso parte a cinque edizioni dei Giochi olimpici invernali, Torino 2006 (31ª nella 10 km, 35ª nell'inseguimento, 12ª nella staffetta), Vancouver 2010 (5ª nella 30 km, 20ª nell'inseguimento, 8ª nella staffetta), Soči 2014 (15ª nella 10 km, 23ª nella 10 km, 10ª nello skiathlon), Pyeongchang 2018 (10ª nella 30 km, 14ª nello skiathlon) e Pechino 2022 (27ª nella 10 km, 26ª nella 30 km, 27ª nello skiathlon, 11ª nella staffetta), e a undici dei Campionati mondiali (4ª nella sprint a squadre a Liberec 2009 il miglior risultato).

## Palmarès

### Coppa del Mondo
- Miglior piazzamento in classifica generale: 17ª nel 2013
- 2 podi (individuali):
  - 2 terzi posti